# 3714 Kenrussell
3714 Kenrussell este un asteroid din centura principală, descoperit pe 12 octombrie 1983 de Edward Bowell.